# Henk Kuijpers
Pour les articles homonymes, voir Kuijpers.
Henk Kuijpers, né le 10 décembre 1946 à Haarlem dans la Hollande-Septentrionale aux Pays-Bas, est un scénariste, dessinateur autodidacte et éditeur de bande dessinée, connu notamment dans son pays pour ses récits d'aventures classiques très ligne claire, avec des décors très travaillés et une longue intrigue dans sa création Franka.
En 1990, il obtint le prix Stripschap.

## Biographie
Né à Haarlem aux Pays-Bas, le jeune Henk Kuijpers lisait de nombreux magazines en flamand ou néerlandais Donald Duck, Kuifje et Robbedoes. Très influencé par Hergé, Maurice Tillieux et André Franquin, il réalisa quelques bandes dessinées auxquelles même il se livrait durant ses études sur la sociologie à l'Université d'Amsterdam (Universiteit van Amsterdam).
En tant étudiant universitaire, en 1971, il participa à un concours de dessin organisé par Kuifje à l'occasion de son vingt-cinquième anniversaire, à qui il avait envoyé une première illustration nommée Extrait des mémoires de Georges Longfellow. Son projet n'étant pas retenu, il gagna tout de même l’occasion de visiter l’exposition en octobre et novembre où il acquit la connaissance des réalités techniques de ce métier.

## Carrière

### Débuts
Tout fraîchement diplômé, il dessina une bande dessinée de dix planches racontant le milieu cinématographique avant de les présenter, en mai 1973, à la rédaction du magazine hollandais Pep : il fut engagé sur le champ. Les responsables de cet hebdomadaire Frans Buissink et Jan de Rooy publièrent les premiers récits de l'auteur : Le Dernier des derniers des derniers récits de Noël dans le no 51, Extrait des mémoires de Georges Longfellow : le 12 mai 1907 au no 6 de 1974 et La Mutinerie de la Sirène au no 37 de la même année.

### Naissance deFranka
Toujours dans la même année, ces responsables lui donnèrent carte blanche sur un long récit De Staatsgreep (Le Coup d'état), publié au no 48 jusqu'au no 16 en 1975, dans lequel débutait Franka comme personnage secondaire. Insatisfaits des personnages de cette première histoire, les éditeurs lui demandèrent une suite sur laquelle l'auteur se pencha avec une idée en tête : l’un des personnages féminins donnera son nom comme titre de sa première série Franka.

Logo apparu dans la revue néerlandaise Eppo dès 1975.

En 1975, les magazines Pep et Sjors devient Eppo dans lequel apparut Het Meesterwerk (Le Chef d’œuvre), du no 12 au no 20 en 1976 d'où Franka tient finalement le rôle principal.
La maison des éditions Oberon se chargea alors, en 1978, sur l'impression du premier épisode De Staatsgreep en album sous le titre en Het Misdaadmuseum (Le Musée du crime).

« Dans cette première histoire, Franka n’est pas l’héroïne en titre. Elle travaillait pour le Musée du crime parce que, à l’origine, mon intention était de baser l’histoire sur une équipe de professionnels du crime (mais pas des criminels…). Dans l’épisode test de dix pages, j’avais attaqué avec des personnages qui travaillaient dans le milieu du cinéma (cascadeur, scénariste, etc.) et qui étaient des spécialistes pour ce genre de films. Lors de la parution du premier épisode, j’ai changé le titre De Staatsgreep (c’est-à-dire Le Coup d’état qui correspondait au nœud de l’intrigue) en Het Misdaadmuseum. »

— Henk Kuijpers, dans un entretien de la revue Hop ! no 82 du second trimestre 1999.

### Henk Kuijpers, éditeur
En 1997, pour les fanatiques de son personnage, l'auteur édita lui-même le Franka Magazine de seize pages dans lequel il partagea ses documents de travail, ses reproductions ainsi que ses commentaires.

### Bars, inédit en France
En 2001, Henk Kuijpers créa une série humoristique dérivée, inédite en France, Bars, avonturen van een klein hondje (Bars, les aventures d'un petit chien) dans laquelle aucune parole n'est prononcée. Ce petit chien est celui de Franka.

## Prix et distinctions
- 1990 : Prix Stripschap pour l'ensemble de son œuvre

## Expositions
- 1990 : Journées de la bande dessinée Stripdagen Breda[1].
- 2000 : Alle Haaien, au Maritiem Museum de Rotterdam[1].